# اینورکیتینگ
اینورکیتینگ (به انگلیسی: Inverkeithing) یک شهرک در اسکاتلند است که در فایف واقع شده‌است. اینورکیتینگ ۵٬۲۶۵ نفر جمعیت دارد.